# Palmaria (artilharia)
O OTO-Melara Palmaria é um Obuseiro autopropulsado italiano, fabricado pela OTO-Melara, para exportação. Feito com base no projeto do Obuseiro SP70, foi projetado em 1977 e teve seu primeiro protótipo feito em 1981. Tem como base, o chassis do MBT OF-40, fabricado também pela OTO-Melara, o Palmaria foi vendido para Líbia (160) e para a Nigéria (25) alem da utilização da torre deste modelo nos blindados VCA 155 Palmaria, argentinos.

## Design
O Palmaria é baseado encima do chassis do OF-40, que subsequentemente, é baseado no Leopard 1A4, porém, teve o motor original, de 810 hp trocado por um outro modelo, mais fraco, de 750 hp.
Equipado com um canhão L/39, 155mm,  de 41 calibres, baseado no obus FH-70, equipado com um sistema de alimentação semi-automático, podendo disparar projeteis de 15 em 15 segundos, efetuar fogo intermitente (burst-fire) de três projeteis em 25 segundos e sustentar fogo de um projetil por minuto durante uma hora. Podem ser armazenados 30 projeteis, 23 no carregador e o restante no casco do blindado. O canhão pode disparar munição 155mm standard da OTAN, HE-FRAG, fumígena, de iluminação e apoiada por foguetes. O armamento secundário é uma metralhadora Browning M2HB .50 ou uma metralhadora de 7,62mm, podendo ser a FN MAG ou a Beretta MG.42/59, em alguns protótipos, ele foi equipado com um canhão duplo de 25mm, para defesa antiaérea. É também equipado com oito lançadores de granadas fumígenas, de 74mm, na torre.  A torre tem um sistema hidráulico manual de acionamento, podendo ser girada 360º e o canhão pode ser levantado a +70º como abaixado a -4º.
O Palmaria é equipado com um periscópio P170, para disparo direto e uma mira panorâmica P186, para disparo indireto, também é equipado com um sistema de intercomunicação normal e um telefone externo para comunicação coma infantaria. A torre é protegida por uma blindagem de aço, eficiente contra disparos de armas leves, é também equipado com um sistema de proteção NBQ.

### Utilizadores
- Argentina: 25 torres, fabricadas em 1986, utilizadas no VCA 155 Palmaria, substituindo os blindados AMX-13 Mk.3.
- Líbia: 160 blindados. 210 Encomendados. Vários destruídos na Guerra Civil Líbia.
- Nigéria: 25 blindados. Ainda em operação.

## Referencias e Ligações externas
- «Palmaria (Army Guide - Ingles)»
- «Palmaria (Military Today - Inglês)»